# سويسرا في العصر الروماني

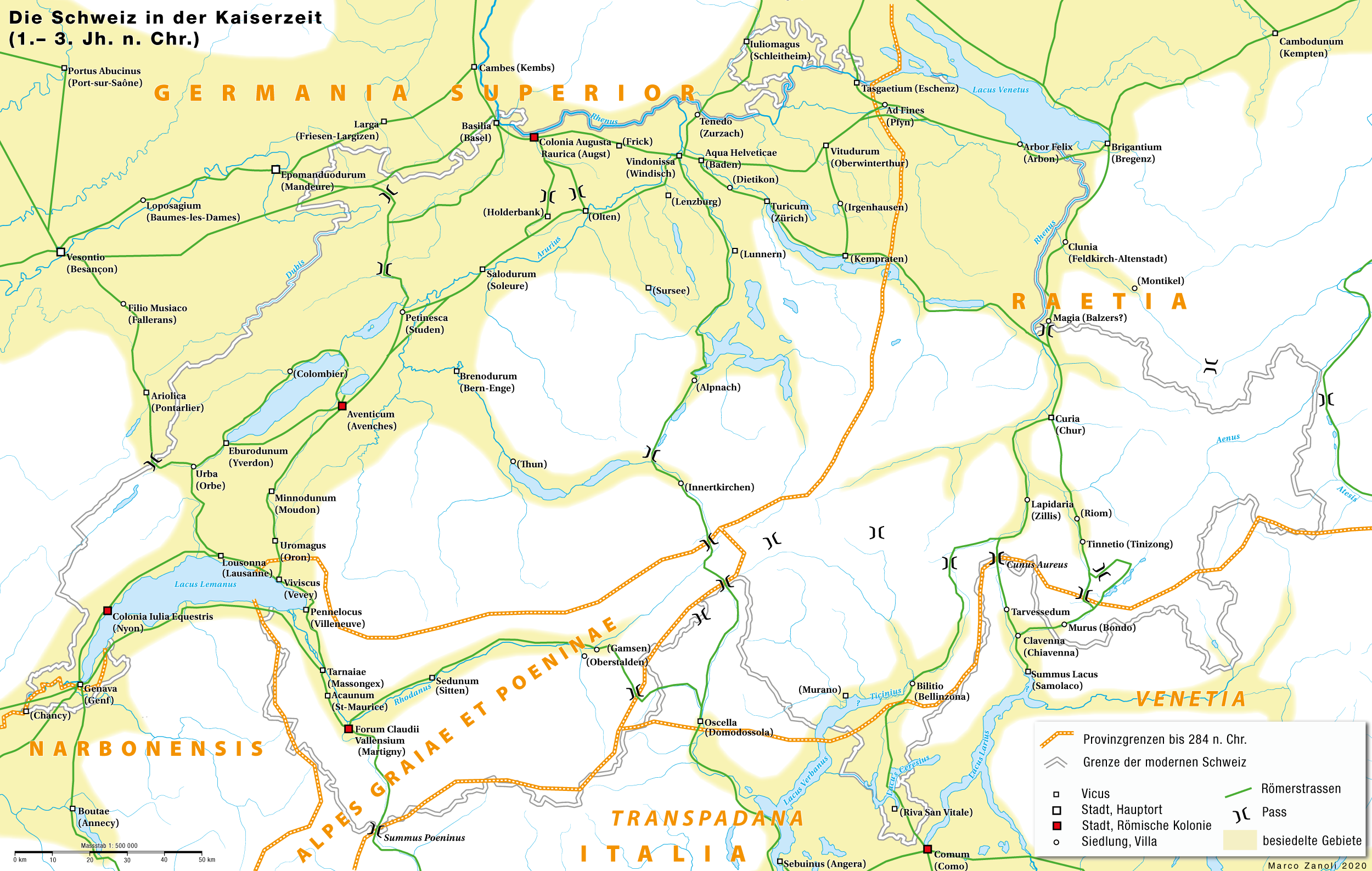

كانت أراضي سويسرا الحديثة جزءًا من الجمهورية الرومانية والإمبراطورية لمدة ستة قرون تقريبًا، بدءًا من الفتح التدريجي للمنطقة من قبل الجيوش الرومانية في القرن الثاني قبل الميلاد وانتهاءً بانحدار الإمبراطورية الرومانية الغربية في القرن الخامس الميلادي.
أخضعت الحملات الرومانية المتعاقبة معظم قبائل كلتيك في المنطقة، تهدف الحملات إلى السيطرة على الطرق الاستراتيجية من إيطاليا عبر جبال الألب إلى نهر الراين وإلى الغال، والأهم من ذلك هزيمة يوليوس قيصر لأكبر مجموعة قبلية، الهلفيتيون، في الحروب الغالية في عام 58 قبل الميلاد. في ظل باكس رومانا (السلام الروماني)، دُمجت المنطقة بسلاسة في الإمبراطورية المزدهرة، ودُمج سكانها في ثقافة غالو الرومانية الأوسع بحلول القرن الثاني الميلادي، حيث جند الرومان الطبقة الأرستقراطية المحلية للانخراط في الحكم المحلي، وشيدوا شبكة من الطرق ربطت مدنهم الاستعمارية التي أنشئت حديثا وقسموا المنطقة بين المقاطعات الرومانية.
بدأت الحضارة الرومانية في التراجع عن الأراضي السويسرية عندما أصبحت منطقة حدودية مرة أخرى بعد أزمة القرن الثالث. ضعفت السيطرة الرومانية بعد 401 م، لكنها لم تختف بالكامل حتى منتصف القرن الخامس وبعدها بدأت الشعوب الجرمانية باحتلال المنطقة.

## سويسرا قبل الغزو الروماني
اعترف يوليوس قيصر بالهضبة السويسرية، داخل الحدود الطبيعية لجبال الألب إلى الجنوب والشرق، وبحيرة جنيف ورون من الغرب ونهر الراين من الشمال.
سيطرت على هذه المنطقة ثقافة لاتين منذ القرن الخامس قبل الميلاد، استوطنها معظم سكان كلتيك، وكان الهيلفيتيون هم الأكثر عددًا، ولكنها تضمنت أيضًا قبيلة راروراجي في شمال غرب سويسرا التي تركزت في بازل، والألوبروج حول جنيف. كانت قبائل نانتويز وسيدوني في جنوب الهضبة السويسرية وفراغري في فاليه، وقبيلة ليبونتي في تيسينو، سيطر الرايتيون على جريسنس وكذلك على مساحات واسعة حولها.

### هزيمة قبيلة هيلفيتي
في عام 61 قبل الميلاد، قررت قبيلة هيلفيتي، بقيادة أورجيتوري، مغادرة أراضيهم والانتقال إلى الغرب، وحرق مستوطناتهم خلفهم - اثني عشر اوبيدا (تجمع سكني)، وفقًا للقيصر، ونحو 400 قرية. ضُربوا ضربة قوية من قبل قيصر في معركة بيبراكت في عام 58 قبل الميلاد. بعد استسلامهم، أرسل القيصر قبيلة الهيلفتي إلى موطنهم، وأعطاهم منزلة الحلفاء الرومانيين، لكن لم يخضعهم بالكامل للسيادة الرومانية. تهدف سياسة قيصر إلى السيطرة على الأراضي الواقعة غرب جورا وراين، وكذلك منع طرق التوغل المحتملة من الشرق على طول جورا. استمر الرايتيون، الذين وصفهم سترابو كمحاربين وحشيين، في شن غارات على الهضبة السويسرية وكان لا بد من احتوائهم أيضًا. تحقيقًا لهذه الغاية، قام قيصر بتكليف هيلفيتي وروراسي بالدفاع عن أراضيهم وإنشاء مستعمرتين من قدامى المحاربين - إحداهن، كولونيا جوليا إكويستريس (نيون الآن) على شواطئ بحيرة جنيف والأخرى عبر لوسيوس موناتيوس بلانكوس في شمال غرب سويسرا، قبل بناء مستعمرة أوغوستا روريجا الأكبر التي أسسها أوغسطس في حوالي 6 م.

### غزو جبال الألب
فشلت محاولة قيصر لفتح ممر سانت برنارد العظيم لحركة المرور الرومانية في عام 57 قبل الميلاد بسبب المعارضة القوية من قبيلة فيراجري المحلية. قام خليفته، أوغسطس، بجهود منسقة وناجحة للسيطرة على منطقة جبال الألب، حيث أصبح إنشاء طريق آمن ومباشر من غول إلى إيطاليا أولوية بسبب التطور السريع لـ وغدونوم (ليون).
في 25 ق.م. ، قام الجيش بقيادة أولوس تيرينتوس فارو مورينا بمحو قبيلة السلاسي في وادي أوستا. في وقت ما بين 25 و7 قبل الميلاد - إما بعد حملة أوستا أو، على الأرجح، أثناء غزو ريتيا في 15 قبل الميلاد - أخضعت الحملة أيضًا قبائل كلتيك في فالايس وفتحت ممر سانت برنارد العظيم.
كان هذا الغزو نتيجة لأوامر أوغسطين لتأمين الحدود الإمبراطورية. للسيطرة الفعالة على جبال الألب كدرع لشمال إيطاليا، احتاجت روما للسيطرة على جانبي سلسلة الجبال. وبالتالي كان عليها أن تمد قوتها إلى نهر الراين ودانوب، وبالتالي فتح طريقًا مباشرًا إلى جيرمانيا وكل أوروبا الوسطى. كانت العقبة الأخيرة في هذا الطريق هي الرايتيين. بعد حملة استكشافية ضدهم قام بها بوبيليس سيليس نيرفا في 16 ق.م.، أخضعت حملة أكثر شمولية قام بها درسوس والإمبراطور اللاحق تايبيريوس الرايتيين -وبالتالي سويسرا كلها- تحت السيطرة الرومانية.